# White Island (Scilly-Inseln)
White Island ist eine unbewohnte Insel der Scilly-Inseln. Sie ist die nördlichste der Scillys und kann bei Ebbe über einen Tombolo von St. Martin’s aus zu Fuß erreicht werden. 

## Geschichte
Ein bronzezeitliches Steingrab (Entrance Grave) befindet sich am höchsten Punkt des nur 0,15 km² großen Eilandes, welches 21 m über dem Meeresspiegel liegt. Daneben kommen aber auch noch andere frühgeschichtliche Stätten vor, wie z. B. mehrere Cairns, darunter ein Chambered Cairn. Weiter südlich liegen im Schutz des Hügels noch sechs kleinere Mounds oder Cairns. Zwei erhaltene Mauern mit dazugehörigen Gräben dürften zu ehemaligen eingefriedeten Feldern gehören. Die Untersuchung eines der Cairns ergab, dass er rund drei Meter breit und auf seiner Nordseite wahrscheinlich von einer Doppelmauer eingefasst war. Für ein Hüttenfundament (Hut Circle) war er nicht groß genug. Nur ein Teil der Insel ist bisher als Ancient Monument unter Denkmalschutz gestellt, der aber auf das gesamte Eiland ausgedehnt werden soll.

## Geologie
White Island besteht aus demselben grobkörnigen, reichhaltig porphyrischen Granit des Isles of Scilly Pluton wie auch der Nordteil von St. Martin’s (Fazies G 1a). An der Nordostspitze erscheint derselbe Granit, jedoch zusätzlich in nicht porphyrischer Ausbildung. Diese spezielle Fazies unterlagert hier den reichhaltig porphyrischen Granit mit horizontalem, aber welligen Kontakt. Ausgebildete engstehende Kluftscharen verlaufen parallel zum Kontakt, verlieren sich aber in der überlagernden Hauptfazies.
Im Süden der Insel queren zwei feinkörnige Granitgänge, einer von ihnen wird 1,5 Meter breit und streicht Nordost-Südwest. Letzterer führt gerundete, aber auch unregelmäßige Einschlüsse des Wirtsgranits. Dies lässt darauf schließen, dass bei Eindringen des Gangs der grobkörnige, reichhaltig porphyrische Granit noch nicht vollständig verfestigt war. Der andere Gang streicht in etwa Nordwest-Südost, seine Kontaktverhältnisse sind scharf und er dürfte daher auch jünger sein.
Fragmentarisch fanden sich an der Nordostspitze Reste der metamorphen Wirtsgesteine – der so genannten Killas. In der die Insel beinahe teilenden Spalte der Chad Grit stehen spätpleistozäne Sedimente an, weswegen die Insel auch als Site of Special Scientific Interest ausgewiesen wurde. Spuren des Quartärs sind eine gehobene Brandungsplattform, Gerölle mit Solifluktionsstrukturen und aus der Irischen See herausgeblasenem Löß sowie zwei anstehende Brekzienvorkommen.

## Flora und Fauna
Die Insel ist auch wegen ihrer vielfältigen Tier- und Pflanzenwelt zu einem SSSI ernannt worden. Auf dem von Entisol geprägten Eiland sind eine Vielzahl von Pflanzen heimisch. So unter anderem Adlerfarn, Besenheide, Brombeeren, Dickblattgewächse, Echtes Löffelkraut, Englische Fetthenne, Gewöhnlicher Hornklee, Gewöhnlicher Rot-Schwingel, Graue Heide, Harzer Labkraut, Krähenfuß-Wegerich, Stechginster, Strand-Grasnelke, Waldgeißblatt und Wilde Rübe. Zudem sind auf White Island mehrere Möwenarten gesichtet worden. Unter anderem Mantelmöwen, Heringsmöwen, Silbermöwen, Dreizehenmöwe und Eissturmvögel.